# الرومانية الكاثوليكية في المملكة المتحدة

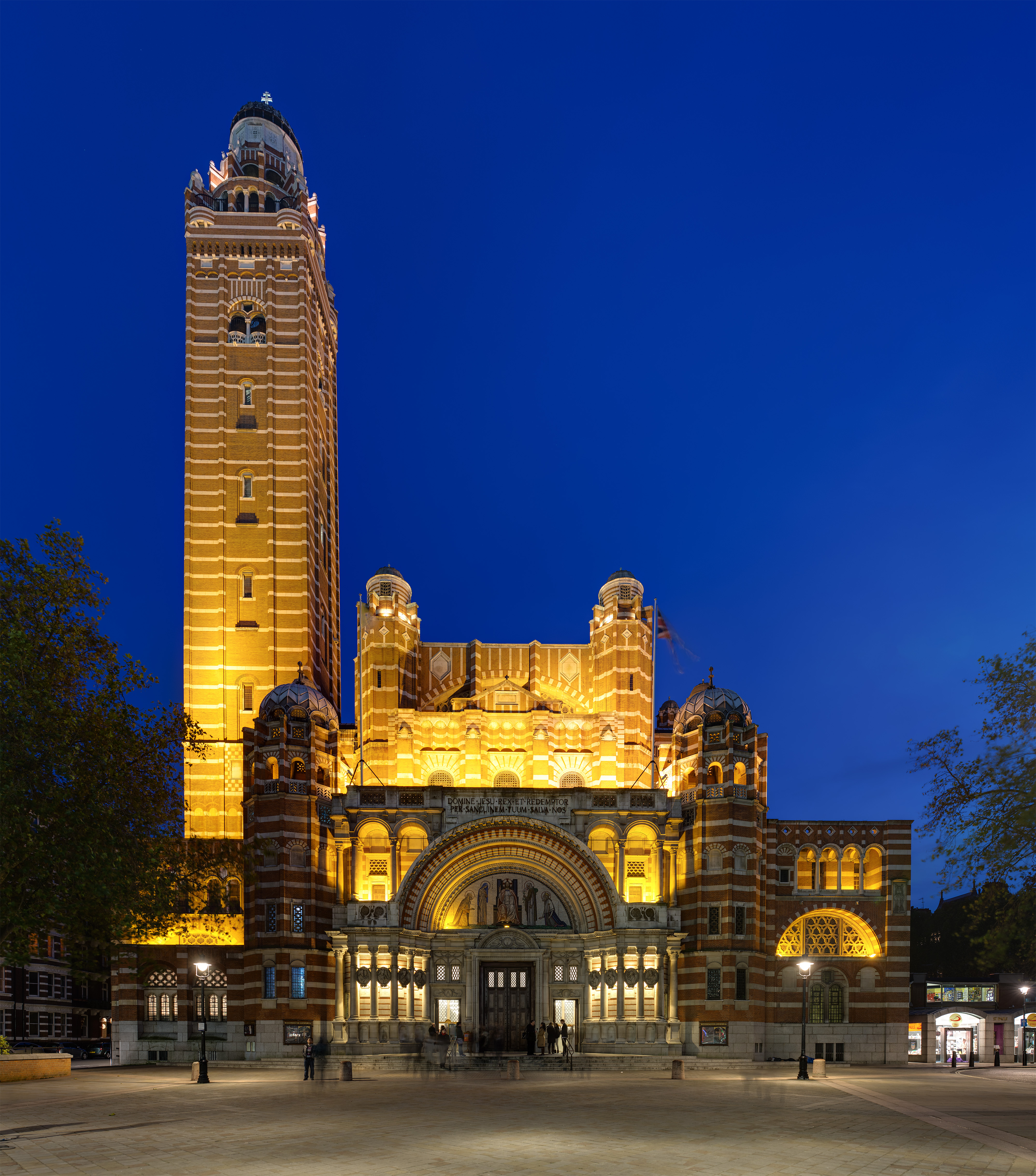
كاتدرائية وستمنستر الكاثوليكيَّة في لندن.

الكنيسة الكاثوليكية في المملكة المتحدة هي جزء من الكنيسة الكاثوليكية العالمية في ظل القيادة الروحية للبابا في روما. يعود حضور الكنيسة الكاثوليكية في البلاد إلى ما يقرب من ألف سنة من زمن أوغسطين كانتربري، وكانت الكنيسة الرسمية في البلاد حتى عام 1534، في عهد الملك هنري الثامن حيث تغير موقعها من خلال سلسلة من القوانين التشريعية بين عام 1533 وعام 1536. واستقلت الكنيسة عن الكرسي الرسولي لتصبح كنيسة إنجلترا، الكنيسة الوطنية في البلاد وليصبح هنري رئيسًا للكنيسة. تحت حكم ابن هنري، الملك إدوارد السادس، أصبحت كنيسة إنجلترا أكثر تأثرا بالحركة البروتستانتية الأوروبية.
في عام 1766، اعترف البابا بأن النظام الملكي الإنجليزي مشروعًا، وأدى ذلك في نهاية المطاف إلى قانون الإعلان عن قانون رفع الحظر والقيود على الكاثوليكية عام 1829. وقد أعاد البابا بيوس التاسع إنشاء الأبرشيات الكاثوليكية في عام 1850. وفي تعداد المملكة المتحدة لعام 2001 كان هناك 4.2 مليون كاثوليكي في إنكلترا وويلز، أي حوالي 8%. يذكر أنه على مدار مائة سنة، لم يمثل الكاثوليك سوى 4.8% من السكان. في عام 2009، وجد استطلاع إيبسوس موري أن 9.6% أو 5.2 مليون من الإنجليز والويلزيين من الكاثوليك. ولدى لدى اسكتلندا نسبة مهمة من السكان أتباع الكنيسة الرومانية الكاثوليكية، في عام 2009 كان يتبعها 19% من مجمل السكان ويتواجدون خاصًة في غرب البلاد. العديد من الكاثوليك هم من المتحدرين من المهاجرين الأيرلنديين والمهاجرين من المرتفعات الذين انتقلوا إلى المدن والبلدات في اسكتلندا خلال القرن التاسع عشر، بالإضافة إلى هؤلاء، هناك أعداد كبيرة من الإيطاليين، اللتوانيين، وذوي الأصول البولنديَّة. اليوم هناك حوالي 850,000 كاثوليكي في بلد يبلغ عدد سكانه 5.1 مليون نسمة. في عام 2011 فاق الكاثوليك عدد أتباع كنيسة اسكتلندا في أربعة مجالس إقليميَّة، بما في ذلك لاناركشير الشمالية، وإنفركليد، وغرب دونبارتونشير، ومدينة غلاسكو. الكنيسة الرومانية الكاثوليكية هي أكبر كنيسة في أيرلندا الشمالية من ناحية العدد وذلك على الرغم من وجود عدد أكبر من البروتستانت بشكل شامل (إن تم شمل كل المذاهب البروتستانتية مجتمعة). 
وفقًا لدراسة نشرها مركز بيو للأبحاث عام 2017 تحت عنوان خمسة عقود بعد الإصلاح تبين أنَّ 10% من الكاثوليك البريطانيين قال أن للدين أهميَّة كبيرة في حياتهم، وقال 9% من الكاثوليك البريطانيين أنه يُداوم على الصلاة يوميًا، وقال 9% من الكاثوليك البريطانيين أنه يتردد على حضور القداس في الكنيسة على الأقل مرة في الأسبوع. ووجدت الدراسة أنه على الرغم من تاريخ الصراع والانقسام الكاثوليكي والبروتستانتي؛ قال حوالي 89% من الكاثوليك البريطانيين أنهم مستعدين لتقبل البروتستانت كأفراد داخل عائلتهم، وقال 87% من الكاثوليك البريطانيين أنهم يعرفون أفراد من البروتستانت.